# Lea Schlenker
Lea Schlenker (* 1992 in Zürich) ist eine Schweizer Autorin, Dichterin und politische Aktivistin.

## Leben
Lea Schlenker wuchs in Zürich und im Kanton Aargau auf und lebt heute in Bern. Sie studierte Wirtschaftspsychologie an der Fachhochschule Nordwestschweiz (FHNW). 2020 war sie Co-Präsidentin des VSS-UNES (Verband der Schweizer Studierendenschaften). Derzeit sie Vorstandsmitglied von FH Schweiz und Operation Libero. 2021 war sie Vorstandsmitglied beim Verein Feministische Wissenschaft Schweiz und somit Mitherausgeberin und Autorin beim Magazin FemInfo.
2020 erschien ihr erster Gedichtband Eine Auswahl an Fluchtmöglichkeiten im Aphaia Verlag. 2023 erschien ihr zweiter Band Meskalin Sunsets im gleichen Verlag. Ihre Gedichte werden als Mischung aus fantastischer und realistischer Poesie und als «unerbittlich realistisch und intensiv» beschrieben.
Ihre Gedichte wurden in verschiedenen Literaturzeitschriften publiziert. Zudem publiziert sie immer mal wieder journalistische Beiträge und Kolumnen, unter anderem für die Berner Kulturagenda und für das Journal B. Sie ist Mitgründerin des Kollektivs Kitzeln, das eine feministische Lesebühne in Bern veranstaltet. Die Lesebühne hat das Ziel, eine diskriminierungsfreien Raum in der Literaturszene zu schaffen. Das Kollektiv wurde 2024 mit einem Kulturpreis der Stadt Bern ausgezeichnet. Gegenüber SRF Kultur erwähnte sie, dass Lyrik auch zugänglich sein muss für Personen, die nicht Germanistik studiert haben.
Als ihre Einflüsse bezeichnet sie Sylvia Plath, Lana del Rey, Leonora Carrington, Mariana Enriquez, Georgia O’Keeffe und Agnès Varda.

## Werke
- Eine Auswahl an Fluchtmöglichkeiten. Gedichte. Aphaia Verlag, München 2020, ISBN 978-3-94657414-9.
- Der Amelia Earhart Pfannkuchen. Beitrag in einer Lyrikanthologie. Moloko Print, Schönebeck 2022, ISBN 978-3-948750-52-7.
- Narr #38 - Schweizer Lyrik. Lyrikbeitrag und Mitherausgeberin. 2023, ISBN 978-3-907274-11-8
- Meskalin Sunsets. Gedichte. Aphaia Verlag, München 2023, ISBN 978-3-94657435-4.
- Wahlkampf. Beitrag in der Literaturzeitschrift Gossip. Zürich 2025.

## Preise und Auszeichnungen
- Literarische Auszeichnung der Stadt Bern, Spezialpreis Vermittlung, 2024